# Situación humanitaria durante la guerra del Dombás

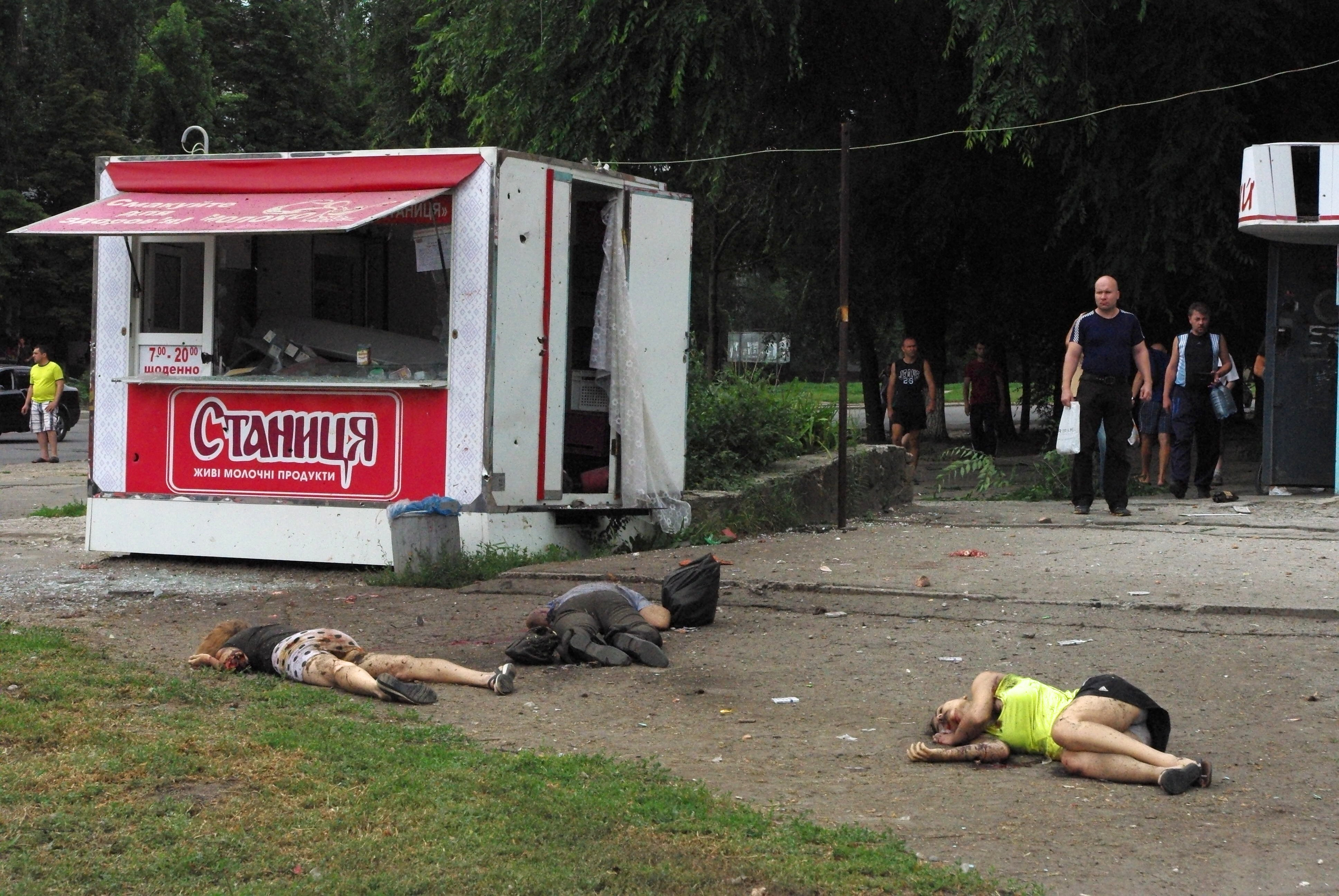
Civiles muertos por un bombardeo ucraniano en Lugansk, 18 de junio de 2014.

La situación humanitaria durante la guerra del Dombás hace referencia al estado de deterioro en las condiciones de vida de la población del territorio de los Óblast ucranianos de Donetsk y Lugansk y las respectivas repúblicas separatistas conformadas en los mismos tras la Guerra del Dombás empezada en 2014 entre el gobierno ucraniano y las milicias separatistas apoyadas por Rusia.
Desde mayo de 2014 las Naciones Unidas denunciaron "deterioros alarmantes" del respeto a los derechos humanos en los territorios en conflicto por la guerra, mientras que Human Rights Watch realizó reportajes en los que denunciaba violaciones presuntamente sistemáticas a los derechos humanos dentro de los territorios bajo control prorruso mientras que Amnistía Internacional denunció casos de impunidad en torturas y desapariciones por parte de los organismos de seguridad ucranianos en el marco del conflicto así como la existencia de milicias de extrema derecha nacionalista actuando a favor del bando gubernamental.

## Respuesta al Euromaidán
En 2014, como consecuencia de la crisis política que llevó a la huida del entonces presidente de Ucrania Víktor Yanukóvich, la Federación de Rusia llevó a cabo una ocupación militar de la península de Crimea que desataría un conflicto entre los dos países en paralelo a un descontento social dentro de las regiones con mayoría de los habitantes rusófonos del país por la salida de Yanukóvich que, a su vez, desembocaron en una escalada del conflicto interno entre los partidarios de la integración con Rusia contra las autoridades del gobierno nacional. A raíz de estos conflictos, milicias organizadas dentro de los territorios del Este de Ucrania proclamaron su separación de Ucrania dentro de nuevas entidades y de reconocimiento limitado en las ciudades de Donetsk y de Lugansk y sus territorios circundantes, las autodenominadas República Popular de Donetsk y de Lugansk, lo que dio comienzo a una guerra en la que Rusia acabaría interviniendo clandestinamente en favor de las regiones separatistas.

## Primera fase de la guerra (2014-2015)

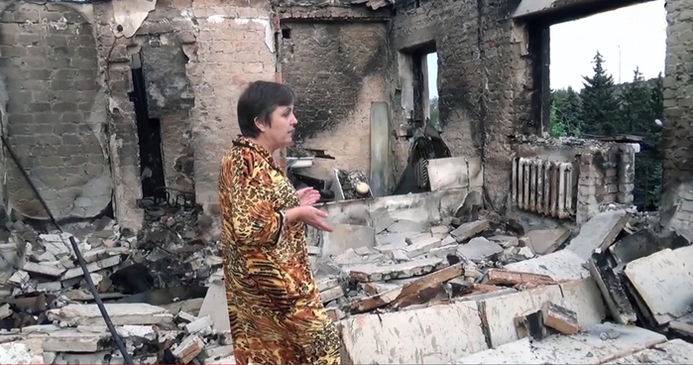
Residentes de Ucrania oriental en un apartamento bombardeado por el Ejército ucraniano en septiembre de 2014 durante la guerra del Donbás.

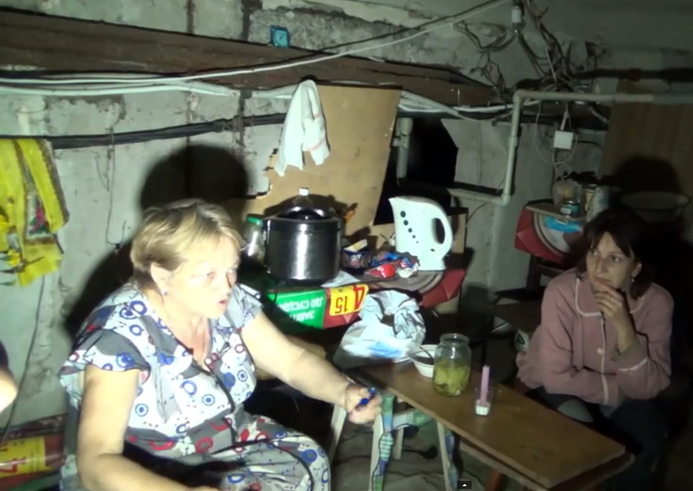
Residentes de Ucrania oriental escondidos en un búnker improvisado, septiembre de 2014.

A mediados de mayo de 2014, la Organización de las Naciones Unidas (ONU) publicó un informe en el que observaba un «deterioro alarmante» de los derechos humanos en el territorio controlado por insurgentes. La ONU informó de una creciente falta de ley en la región, documentando casos de asesinatos selectivos, tortura y secuestros, llevados a cabo principalmente por las fuerzas de la República Popular de Donetsk. También informó de amenazas, ataques y secuestros de periodistas y observadores internacionales, así como palizas y ataques contra simpatizantes de la unidad ucraniana. En respuesta, Rusia condenó el informe de la ONU, afirmando que ignoraba los abusos cometidos por el gobierno ucraniano y acusando a sus autores de seguir «órdenes políticas» para encubrir a los nuevos líderes ucranianos pro-occidentales.
En mayo de 2014, la Misión de Observación de Derechos Humanos las Naciones Unidas denunció detenciones ilegales, secuestros e intimidación de funcionarios electorales, y pidió una acción urgente para evitar una guerra similar a la de Yugoslavia. También advirtió de una crisis humanitaria debido al corte de los servicios sociales en la región, y un éxodo de personas de las zonas afectadas. Dijo que Donetsk estaba «al borde del colapso de sus servicios sociales» debido a la escasez de los suministros cruciales, incluyendo medicinas como la insulina. El Primer Ministro Arseni Yatseniuk habló también de la escasez de medicinas.
El 23 de julio, el Comité Internacional de la Cruz Roja, basado en Ginebra, dijo que consideraba que Ucrania estaba en un estado de guerra civil. Esta clasificación oficial significa que los participantes en los combates entre las fuerzas gubernamentales y los separatistas prorrusos en el este de Ucrania, podrían en el futuro ser procesados por crímenes de guerra en los tribunales internacionales". El 24 de julio, Human Rights Watch acusó a las fuerzas del gobierno de Ucrania así como los batallones de voluntarios pro-gubernamentales de ser responsables por ataques indiscriminados con lanzacohetes múltiples "Grad" (cohetes imprecisos y no guiados) contra zonas civiles, afirmando que "El uso indiscriminado de cohetes en zonas pobladas viola el derecho internacional humanitario, o las leyes de la guerra, y puede ascender a crímenes de guerra. Aunque el gobierno de Ucrania niega el uso de cohetes Grad, una investigación de Human Rights Watch descubrió que tanto el gobierno como las fuerzas separatistas han utilizado este sistema de cohetes en y alrededor de Donetsk.
Según el Ministerio de Sanidad de Ucrania, a fecha del 11 de junio de 2014, 225 personas habían muerto desde el inicio de la contraofensiva gubernamental. Entre 15 000 y 20 000 refugiados llegaron a Sviatohirsk provenientes de Sloviansk tras la intensificación del bombardeo en la ciudad por parte de las Fuerzas Armadas de Ucrania a finales de mayo. El resto de los residentes de la ciudad sitiada se encuentran sin agua, gas ni electricidad. A pesar de la precaria situación, la mayoría de residentes se han quedado. Según fuentes rusas, 70 000 refugiados han cruzado la frontera hacia Rusia desde el inicio de los combates.

### Secuestros
Desde el inicio del conflicto, al menos doce personas, incluyendo periodistas, funcionarios, políticos locales y miembros de la Organización para la Seguridad y la Cooperación en Europa (OSCE) han sido tomados como rehenes por las fuerzas de la República Popular de Donetsk (RPD). Los insurgentes en Donetsk asaltaron la oficina local del Comité Internacional de la Cruz Roja el 9 de mayo de 2014, y capturaron gran cantidad de suministros médicos. Detuvieron a entre siete y nueve trabajadores de la Cruz Roja, a los que acusaron de espionaje. El 10 de mayo fueron liberados, y se comprobó que uno de los prisioneros había sido golpeado.
Durante la guerra hubo casos de detenciónes en la RPD. El presidente Aleksandr Zajárchenko dijo que sus fuerzas detenían hasta cinco "subversivos ucranianos" todos los días. La Oficina del Alto Comisionado de las Naciones Unidas para los Derechos Humanos estima que alrededor de 632 personas fueron detenidas ilegalmente por las fuerzas separatistas antes del 11 de diciembre de 2014.
El periodista independiente Stanislav Aséyev fue secuestrado el 2 de junio de 2017. Al principio, el gobierno de facto DNR negó saber su paradero, pero el 16 de julio, un agente del Ministerio de Seguridad del Estado confirmó que Aséyev estaba bajo su custodia y que se sospecha de espionaje. Aséyev fue liberado y entregado a las autoridades ucranianas el 29 de diciembre de 2019 como parte de un intercambio penitenciario entre ambas partes.

### Refugiados
La guerra ha provocado miles de desplazados internos en Ucrania, y refugiados en Rusia. Los desplazados internos se han dirigido a zonas centrales y occidentales del país, como el Óblast de Poltava. Sobre 2 000 familias de Donetsk y Lugansk se han refugiado en la ciudad de Odesa, en el sur de Ucrania. El 16 de junio la ONU estimó en entre 19 000 y 34 000 los desplazados internos en Ucrania.
Por su parte, Rusia desplegó más de 200 puntos de recepción temporal de refugiados, en los que el 20 de junio había 9 700 personas, incluyendo 5 300 niños. Alrededor de 12 000 permanecían en los domicilios de sus familiares y conocidos. Alrededor de esta fecha sólo al óblast de Rostov llegaban unos 10 000 ucranianos diariamente, sumando a los 400 000 ucranianos que llegaron y permanecieron en Rusia desde principios de 2014, principalmente desde marzo. 1 000 personas solicitaron el estatus de refugiado, y 6 000 solicitaron refugio temporal por causas humanitarias. Otros refugiados de Lugansk se han dirigido a Rusia durante la tregua declarada el 23 de junio y efectiva hasta el 27.
El 4 de julio, el vice primer ministro de Rusia Dmitri Kózak cifró en 100 000 el número de peticiones del estatus de refugiado por parte de los desplazados ucranianos. El número de ciudadanos ucranianos residentes en Rusia era de 1,9 millones de personas, comparado con 1,1 millones en las mismas fechas del año 2013.
Según Alekséi Begún del Departamento de Ciudadanía e Inmigración de Bielorrusia, para el 28 de octubre han llegado cerca de 30 000 ciudadanos ucranianos a su país y precisó que se trata sólo de los refugiados del este de Ucrania y el número de ucranianos que llegan a Bielorrusia es mucho mayor. Además que 150 ucranianos recibieron el estatus de refugiados y más de 400 han pedido la ciudadanía.

### Trabajadores de prensa víctimas del conflicto
2014
El 24 de mayo, el periodista italiano Andrea Rocchelli, fundador e integrante del colectivo Censuralab y su intérprete ruso Andréi Mirónov murieron y el fotógrafo francés William Roguelon resultó herido, víctimas de un proyectil de mortero disparado contra el carro en que viajaban en cerca de la aldea de Andríivka en los alrededores de Sloviansk. Italia exigió explicaciones a Kiev por la muerte del periodista. También el 24 de mayo, los periodistas rusos de LifeNews detenidos desde el 18 de mayo, Oleg Sidiakin y Marat Sáichenko, fueron puestos en libertad por las autoridades de Ucrania y viajaron a Grozni, acompañados por el Presidente de la República de Chechenia, Ramzán Kadýrov.
En la madrugada del 30 de junio, en Donetsk, fue asesinado el camarógrafo ruso Anatoli Klian, de 68 años, del Canal Uno de TV de Rusia. Klian y otros periodistas acompañaban a un grupo de madres de soldados ucranianos que viajaron hasta un cuartel en autobús, decorado con carteles que decían "Hijo, regresa a tu casa", para exigir que no usaran como carne de cañón a sus hijos reclutados en el servicio militar obligatorio; cuando el vehículo se detuvo frente al cuartel, militares ucranianos comenzaron a disparar y resultaron muertos el camarógrafo, identificado con su chaleco de prensa, y el chofer.
El 13 de julio, fue encontrado muerto y con huellas de tortura, en un bosque cerca de Dnipró, el cuerpo del periodista Serguéi Dolgov, redactor jefe de los periódicos Correo del Azov y Quiero estar en la URSS, quien había sido sacado de su oficina en Mariúpol el 18 de junio por hombres armados vestidos de civil, que le ataron sus manos con alambres. Serhiy Spasítel, jefe de la delegación regional del Servicio de Seguridad de Ucrania (SBU) dijo unos días después que Dolgov estaba vivo y bien, pero que las preguntas sobre su paradero debían dirigirse al "Centro Antiterrorista de Ucrania", una agencia SBU.
El 3 de septiembre, se confirmó que uno de los tres cuerpos calcinados, que se encontraba en uno de los 10 vehículos con civiles que fueron destruidos en un ataque del Ejército ucraniano contra un convoy de refugiados, cerca de Dimirivka (raión de Shajtarsk), era el del periodista de RIA Novosti, Andrés Stein, desaparecido desde el 5 de agosto, día en que ocurrieron los hechos que causaron la muerte del reportero gráfico.
El periodista independiente Stanislav Aséyev fue secuestrado el 2 de junio de 2017. Al principio, el gobierno de la RPD negó saber su paradero, pero el 16 de julio, un agente del Ministerio de Seguridad del Estado confirmó que Aséyev estaba bajo su custodia y que se sospecha de espionaje, los medios independientes no pueden informar desde el territorio controlado por RPD. Amnistía Internacional ha exigido que Zajárchenko libere a Stanislav Aséyev. Aséyev fue, como parte de un intercambio penitenciario entre la RPD y Ucrania, liberado y entregado a las autoridades ucranianas el 29 de diciembre de 2019.

## En 2022

### Crímenes de guerra
La invasión de Ucrania viola la Carta de las Naciones Unidas y constituye un crimen de agresión según el derecho penal internacional; el crimen de agresión puede ser perseguido bajo la jurisdicción universal. La invasión también viola el Estatuto de Roma, que prohíbe «la invasión o ataque por parte de las fuerzas armadas de un Estado del territorio de otro Estado, o cualquier ocupación militar, aunque sea temporal, como resultado de tal invasión o ataque, o cualquier anexión por el uso de la fuerza del territorio de otro Estado o parte del mismo»; sin embargo, Ucrania no ha ratificado el Estatuto de Roma y Rusia retiró su firma en 2016.
Se han producido numerosos ataques indiscriminados en áreas civiles por parte de las Fuerzas rusas durante la invasión, que pueden constituir crímenes de guerra. El 25 de febrero de 2022, Amnistía Internacional dijo que había encontrado pruebas irrefutables de que Rusia había violado el derecho internacional humanitario y que algunos de sus ataques podrían constituir crímenes de guerra; también dijo que las afirmaciones rusas de que solo usaban armas guiadas de precisión eran falsas. Amnistía y Human Rights Watch dijeron que las fuerzas rusas habían llevado a cabo ataques indiscriminados en áreas civiles y ataques a hospitales, incluido el lanzamiento de un misil balístico 9M79 Tochka con una ojiva de bombas de racimo hacia un hospital en Vuhledar, que mató a cuatro civiles e hirió a otros diez, incluidos seis miembros del personal sanitario.
El ministro de Relaciones Exteriores de Ucrania, Dmitró Kuleba, pidió a la Corte Penal Internacional que investigue el ataque ruso del 26 de febrero de 2022 en la ciudad de Ojtirka, en el que habían sido atacados un jardín de infantes y un orfanato. Al día siguiente, Ucrania presentó una demanda contra la Federación Rusa ante la Corte Internacional de Justicia, acusando a Rusia de violar la Convención sobre Genocidio de 1948.
El 2 de marzo de 2022, tras la solicitud de 39 países (Albania, Australia, Austria, Bélgica, Bulgaria, Canadá, Colombia, Costa Rica, Croacia, Chipre, República Checa, Dinamarca, Estonia, Finlandia, Francia, Georgia, Alemania, Grecia, Hungría, Islandia, Irlanda, Italia, Letonia, Principado de Liechtenstein, Lituania, Luxemburgo, Malta, Nueva Zelanda, Noruega, Países Bajos, Polonia, Portugal, Rumania, República Eslovaca, Eslovenia, España, Suecia, Suiza, Reino Unido de Gran Bretaña e Irlanda del Norte), la Corte Penal Internacional (CPI) anunció que investigaría la invasión rusa a Ucrania, "abarcando cualquier denuncia pasada y presente de crímenes de guerra, crímenes de lesa humanidad o genocidio cometidos en cualquier parte del territorio de Ucrania por parte de cualquier persona”.

### Evacuación
El 18 de febrero de 2022, el líder de la RPD, Denis Pushilin, anunció que los habitantes de la RPD debían evacuar a Rusia debido a la amenaza de ataque de Ucrania. Más tarde, Leonid Pasechnik, jefe de la RPL, hizo lo mismo y anunció que la población civil de la RPL iba a ser evacuada a Rusia. Sin embargo, Ucrania negó las acusaciones de iniciar una ofensiva contra las dos repúblicas. El primer tren para la evacuación partió hacia Rusia el 19 de febrero. Según el Ministerio de Situaciones de Emergencia de Rusia, 50 000 evacuados del Dombás habían llegado a Rusia en los dos primeros días desde el anuncio de la evacuación.